# پاهین
پاهین شهری در شهرستان باگاسی در استان باله در بورکینافاسوی جنوبی است و جمعیت آن ۱۴۱۴ نفر است.